# Горностаївська районна рада
Горностаївська райо́нна ра́да — районна рада Горностаївського району Херсонської області. Адміністративний центр — смт Горностаївка.

## Склад ради
Загальний склад ради: 26 депутатів.

### Голова
Шарко Віктор Миколайович (нар. 1955) — голова Горностаївської районної ради від 31 жовтня 2010 року.

#### Голови районної ради (з 2006 року)
| ПІБ                           | Основні відомості                                                               | Дата обрання | Дата звільнення |
| ----------------------------- | ------------------------------------------------------------------------------- | ------------ | --------------- |
| Вермієнко Григорій Вікторович | Голова районної ради, 1954 року народження, член «Партії регіонів»              | 26.03.2006   | 31.10.2010      |
| Шарко Віктор Миколайович      | Голова районної ради, 1955 року народження, освіта вища, член «Народної партії» | 31.10.2010   |                 |

Примітка: таблиця складена за даними джерела